# Sword Art Online

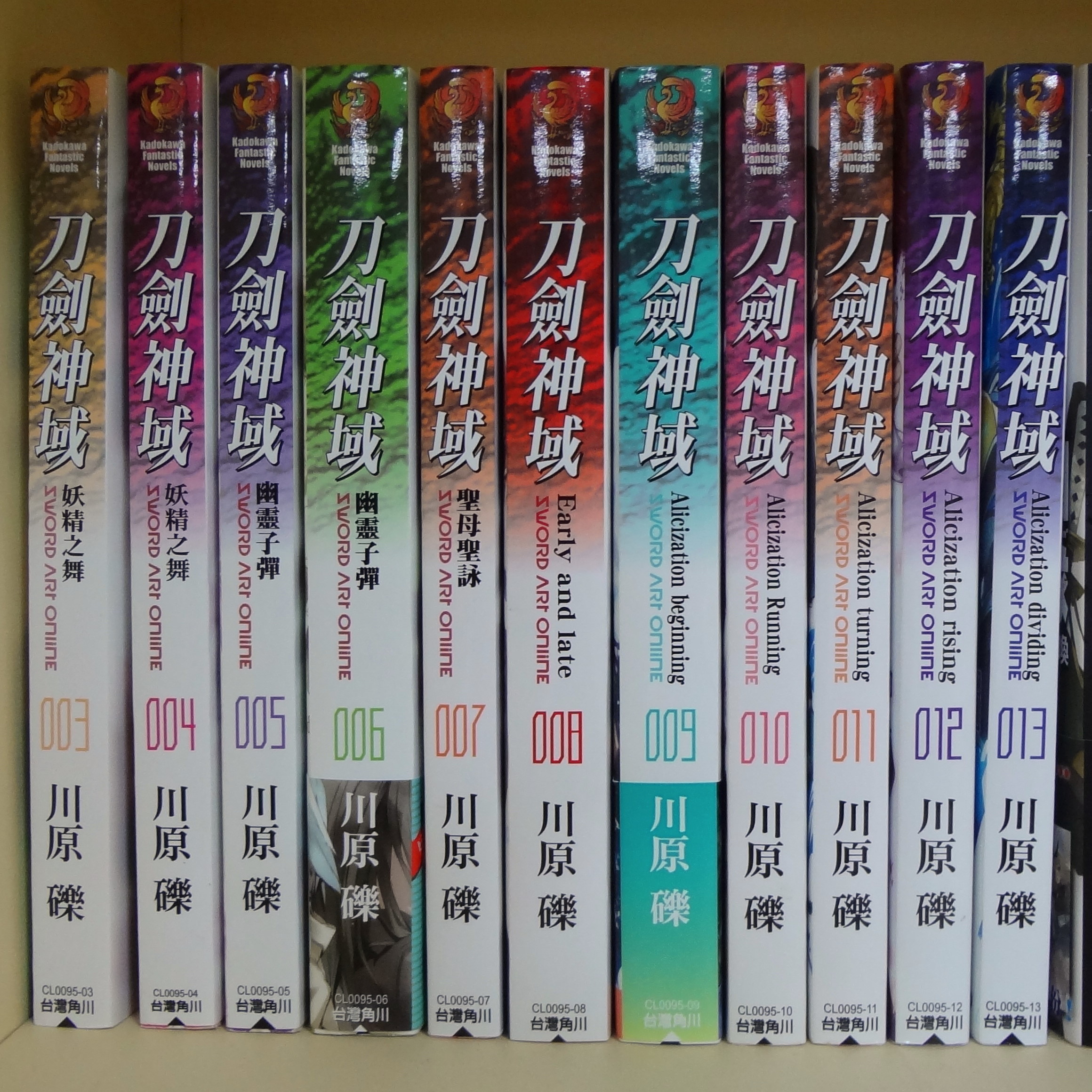
Romane Sword Art Online

Sword Art Online (Japoneză: ソードアート・オンライン, Sōdo Āto Onrain) este un light novel japonez apărut în 2009, scris de Reki Kawahara și ilustrată de Abec. Scena are loc în viitorul apropriat și se concentrează pe diverse lumi virtuale sub forma unor jocuri MMORPG.
Romanele au început să fie publicate de ASCII Media Works' și Dengeki Bunko în 10 aprilie 2009, cu o serie de spin-off în octombrie 2012. După această serie au fost publicate opt manga de ASCII Media Works' și Kadokawa .

## Subiect
În anul 2022 vine lansat un joc de Realitate Virtuală Online (VRMMORPG) numit Sword Art Online. Un joc în care jucătorii își controlează avatarele cu propriile lor corpuri folosind o piesă de tehnologie numită Nerve Gear. După ce jocul vine lansat publicului, jucătorii descoperă că nu se pot deconecta. Creatorul jocului, Akihiko Kayaba, îi informeaza că nu pot scăpa până nu ajung la al 100-lea etaj al Aincrad-ului(un castel zburător în care vine ambientat jocul) și îl înving pe ultimul Boss. În plus, dacă aceștia mor în joc, mor și în viața reală. Provocarea de a-și salva viața lui și prietenilor săi, terminând jocul, a lui Kirito(Kirigaya Kazuto), începe acum.